# Tetania (somação de potenciais de ação)
Uma contração tetânica (estado tetânico ou tétano) ocorre quando uma unidade motora é estimulada ao máximo pelo seu moto-neurónio. Isto acontece quando essa unidade motora é estimulada por múltiplos impulsos com frequência suficientemente alta. Cada estímulo causa uma contração. Se o tempo entre cada estímulo for suficientemente grande (estimulação lenta), a tensão do músculo relaxará entre os sucessivos estímulos. Se estes ocorrerem com elevada frequência as contrações vão-se sobrepor, resultando na contração tetânica. Quando tetanizada, a tensão de contração do músculo permanece constante. Esta é a contração máxima possível. Durante a tetania alcança-se o maior grau de catabolismo.
Causas: a tetania pode ser causada por toxinas, drogas, hipocalcemia, estimulação elétrica (elétrodos em contacto com a pele para melhorar o tone muscular) ou doenças (tétano).